# Stigmochora deightonii
Stigmochora deightonii är en svampart som först beskrevs av Hans Sydow, och fick sitt nu gällande namn av Arx 1962. Stigmochora deightonii ingår i släktet Stigmochora och familjen Phyllachoraceae.   Inga underarter finns listade i Catalogue of Life.